# Georgi Olegowitsch Gorochow
Georgi Olegowitsch Gorochow (russisch Георгий Олегович Горохов, engl. Transkription Georgiy Olegovich Gorokhov; * 20. April 1993) ist ein russischer Leichtathlet, der sich auf den Stabhochsprung spezialisiert hat.

## Sportliche Laufbahn
Georgi Olegowitsch Gorochow tritt seit 2009 in Wettkämpfen im Stabhochsprung gegen die nationale Konkurrenz an. 2011 gewann er die Silbermedaille bei den Russischen U20-Meisterschaften. Ein Jahr darauf errang er jeweils Gold in Halle und Freiluft bei den gleichen Meisterschaften. Zudem trat er 2012 erstmals bei nationalen Meisterschaften der Erwachsenen an und erreichte dabei das Finale. 2014 steigerte er seine Bestleistung auf 5,41 m, womit er den siebten Platz bei den nationalen Meisterschaften gewann. 2015 übersprang er im Finale der Russischen Meisterschaften die Höhe von 5,65 und gewann damit die Bronzemedaille. Zudem gelang es ihm sich für die Weltmeisterschaften in Peking zu qualifizieren. Dort bestätigte er in der Qualifikation seine Bestleistung, blieb damit dennoch ohne Chance auf den Einzug in das Finale. 2016 siegte Gorochow sowohl in der Halle als auch in der Freiluft jeweils zum ersten Mal bei den nationalen Meisterschaften. 2017 wiederholte er seinen Triumph bei den Russischen Hallenmeisterschaften. 2018 übersprang er Ende Juli die Höhe von 5,70, die seitdem als seine persönliche Bestleistung zu Buche stehen. Im August nahm er in Berlin an den Europameisterschaften teil, schied darin allerdings nach der Qualifikation aus.
Ende Januar 2019 erhielt Gorochow die Berechtigung, als einer der Authorised Neutral Athletes, jene Sportler, die während der Sperrung des russischen Verbandes nationsunabhängig an internationalen Meisterschaften antreten zu dürfen. Im März trat er in Glasgow bei den Halleneuropameisterschaften an und erreichte dabei das Finale, das er als Achter beendete. Ende Oktober nahm er an den Militärweltspielen in Wuhan teil und konnte dort die Bronzemedaille gewinnen.

## Wichtige Wettbewerbe
| Jahr                                   | Veranstaltung               | Ort                  | Platz                | Disziplin            | Höhe                 |
| Startet für Russland                   | Startet für Russland        | Startet für Russland | Startet für Russland | Startet für Russland | Startet für Russland |
| -------------------------------------- | --------------------------- | -------------------- | -------------------- | -------------------- | -------------------- |
| 2015                                   | Weltmeisterschaften         | Peking               | 23.                  | Stabhochsprung       | 5,65 m               |
| Startet als Authorised Neutral Athlete |                             |                      |                      |                      |                      |
| 2018                                   | Europameisterschaften       | Berlin               | 17.                  | Stabhochsprung       | 5,36 m               |
| 2019                                   | Halleneuropameisterschaften | Glasgow              | 8.                   | Stabhochsprung       | 5,55 m               |
| 2019                                   | Militärweltspiele           | Wuhan                | 3.                   | Stabhochsprung       | 5,40 m               |

## Persönliche Bestleistungen
Freiluft
- Stabhochsprung: 5,70 m, 30. Juli 2018, Moskau

Halle
- Stabhochsprung: 5,70 m, 10. Februar 2016, Moskau